# 重舟蛾属
重舟蛾属为舟蛾科的一个属，主要分布於喜馬拉雅山區至中南半島一帶。本屬兩性的觸角都接近絲狀，前翅稍長，大致呈黑褐色，後翅大部分為鮮黃色，僅外緣為黑褐色。雄性生殖器的爪狀突（uncus）和背兜側突（socii）都相當粗大，第8腹板端部中段略為內凹。

## 下級分類
本属包括以下物种與亞種：
- 宽带重舟蛾 Baradesa lithosioides Moore, 1883
  - 指名亞種 Baradesa lithosioides gigantea Schintlmeister, 1997
  - 越南亞種 Baradesa lithosioides lithosioides Moore, 1883
- 窄带重舟蛾 Baradesa omissa Rothschild, 1917
- 端重舟蛾 Baradesa ultima Sugi, 1992